# Coleophora paradrymidis
Coleophora paradrymidis é uma espécie de mariposa do gênero Coleophora pertencente à família Coleophoridae.